# Aleksandr Golubev
Aleksandr Golubev (n. 19 mai 1972, Kostroma, RSFS Rusă, URSS) este un patinator de viteză ce a reprezentat Rusia, medaliat olimpic. A participat la 3 ediții ale Jocurilor Olimpice (1992, 1994, 1998) în care a câștigat o medalie de aur.